# Obłotne
Obłotne (niem. Oblath) – wieś sołecka w zachodniej Polsce, w województwie lubuskim, w powiecie zielonogórskim, w gminie Sulechów, przylegająca do Sulechowa. Zamieszkiwana przez 342 osoby (stan na 30 czerwca 2025). W latach 1975–1998 zlokalizowana w województwie zielonogórskim.
W listopadzie i grudniu 2001 r. we wsi przeprowadzono konsultacje społeczne w sprawie włączenia jej do miasta Sulechów, w wyniku których propozycja ta została odrzucona.